# Daïra de Djanet
La daïra de Djanet est une daïra d'Algérie située dans la wilaya de Djanet et dont le chef-lieu est la ville éponyme de Djanet.
Le 26 novembre 2019, elle est transformée en wilaya à part entière.

## Localisation
La daïra de Djanet est située au sud de la wilaya de Djanet.

## Wilaya déléguée de Djanet
Le poste de wali délégué de la wilaya déléguée de Djanet a été occupé par plusieurs personnalités politiques nationales depuis sa création.
| N° | Wali délégué  | Début           | Fin             | Wilaya de Naissance |
| -- | ------------- | --------------- | --------------- | ------------------- |
| 01 | Ahcène Khaldi | 22 juillet 2015 | 2015 (en cours) |                     |
| 02 |               |                 |                 |                     |

## Communes de la daïra
La daïra de Djanet est composée de deux communes : Djanet et Bordj El Haouas.